# ベングト・ダニエルソン

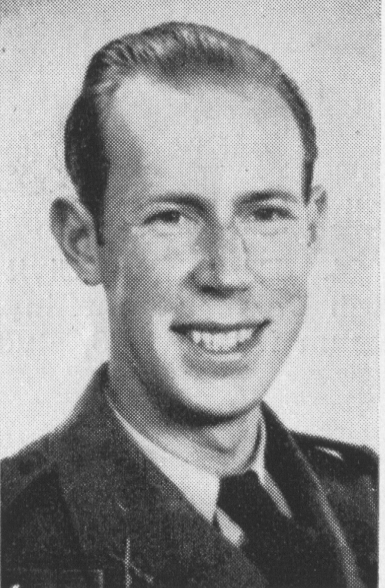
ベングト・ダニエルソン

ベングト・ダニエルソン（Bengt Emmerik Danielsson　1921年7月6日 - 1997年7月4日）は、スウェーデンの考古学者、人類学者。
トール・ヘイエルダールらによる1947年のコンティキ号の航海に参加したことで知られる。メンバーの中で唯一、スペイン語が話せた。
ダニエルソンはのち、太平洋民族学の研究者となり、ストックホルムの民族博物館の館長となった。

## 翻訳された著書
- 愛の島々 ベンクト・ダニエルソン (著), 奥又四郎 (翻訳)  新潮社 (人と自然叢書) 1958
- 帆船バウンティ号の反乱 ベングト・ダニエルソン (著)  山崎昻一 (著) 朝日新聞出版 1982/9
- タヒチのゴーギャン B・ダニエルソン (著), 中村三郎 (翻訳) 美術公論社 1984/11